# Guadamanil
El Guadamanil, también llamado Zaframagón, es un corto río del sur de España, un afluente del Guadalporcún. Nace a unos 500 m s. n. m., en la confluencia de una pequeña red de arroyos: arroyo de los Canutos, arroyo del Jaral, a unos 3 km de la sierra de las Lebronas (823 m s. n. m.), en el término municipal de Pruna, en la provincia de Sevilla.
Con una dirección noreste-suroeste transcurre durante 23 km por una suave pendiente en su mayor parte por el término de Olvera, provincia de Cádiz hasta alimentar las aguas del Guadalporcún, al norte del Peñón de Zaframagón, que posteriormente desemboca en el Guadalete.
Su máximo caudal coincide con el invierno y durante el verano permanece absolutamente seco.